# Pasquerium
Le  « Pasquerium » est une redevance payée au Moyen Âge pour droit de pacage, .